# Lista de filmes originais do Disney Channel
Segue, abaixo, uma lista dos filmes originais do Disney Channel (Disney Channel Original Movies ou DCOMs, no original; Filme Disney Channel no Brasil), produzidos especialmente para o canal.
Muitos dos filmes, especialmente os mais recentes, foram lançados em VHS, DVD e Blu-ray, sendo estes lançamentos de grande sucesso ou sucesso significativo. No entanto, outros nunca foram lançados em nenhum dos formatos, nem mesmo são mais transmitidos na televisão. No final de 2019, foi lançado o serviço de streaming Disney+, que contém todos os filmes originais do Disney Channel.
O filme Disney Channel com maior audiência é High School Musical 2, que obteve a marca de 17 milhões de espectadores nos Estados Unidos em sua estreia. Em segundo lugar vem Os Feiticeiros de Waverly Place: O Filme, com 11,4 milhões de espectadores. Além de High School Musical, as franquias do DCOMs incluem The Cheetah Girls, Halloweentown, Twitches, Camp Rock, Zenon, Teen Beach, Descendants e Zombies.

## Filmes Originais Disney Channel
| Ano  | Filme                                         | Estreia                 | Estreia                 | Estreia                   | Audiência | Referências                        |
| ---- | --------------------------------------------- | ----------------------- | ----------------------- | ------------------------- | --------- | ---------------------------------- |
| 1997 | Under Wraps                                   | 25 de outubro de 1997   | N/A                     | N/A                       | N/A       |                                    |
| 1998 | You Lucky Dog                                 | 27 de junho de 1998     | N/A                     | N/A                       | N/A       |                                    |
| 1998 | Brink!                                        | 9 de agosto de 1998     | N/A                     | N/A                       | N/A       |                                    |
| 1998 | Halloweentown                                 | 17 de outubro de 1998   | N/A                     | N/A                       | 3,4       | [ 1 ] [ 2 ]                        |
| 1999 | Zenon: Girl of the 21st Century               | 23 de janeiro de 1999   | N/A                     | N/A                       | N/A       |                                    |
| 1999 | Can of Worms                                  | 10 de abril de 1999     | N/A                     | N/A                       | N/A       |                                    |
| 1999 | The Thirteenth Year                           | 15 de maio de 1999      | N/A                     | N/A                       | N/A       |                                    |
| 1999 | Smart House                                   | 26 de junho de 1999     | N/A                     | N/A                       | N/A       |                                    |
| 1999 | Johnny Tsunami                                | 24 de julho de 1999     | N/A                     | N/A                       | N/A       |                                    |
| 1999 | Genius                                        | 21 de agosto de 1999    | N/A                     | N/A                       | N/A       |                                    |
| 1999 | Don't Look Under the Bed                      | 9 de outubro de 1999    | N/A                     | N/A                       | N/A       |                                    |
| 1999 | Horse Sense                                   | 20 de novembro de 1999  | N/A                     | N/A                       | 3,2       | [ 3 ]                              |
| 2000 | Up, Up and Away                               | 22 de janeiro de 2000   | N/A                     | N/A                       | N/A       |                                    |
| 2000 | The Color of Friendship                       | 5 de fevereiro de 2000  | N/A                     | N/A                       | N/A       |                                    |
| 2000 | Alley Cats Strike                             | 18 de março de 2000     | N/A                     | N/A                       | N/A       |                                    |
| 2000 | Rip Girls                                     | 22 de abril de 2000     | N/A                     | N/A                       | N/A       |                                    |
| 2000 | Miracle in Lane 2                             | 13 de maio de 2000      | N/A                     | N/A                       | N/A       |                                    |
| 2000 | Stepsister from Planet Weird                  | 17 de junho de 2000     | N/A                     | N/A                       | N/A       |                                    |
| 2000 | Ready to Run                                  | 14 de julho de 2000     | N/A                     | N/A                       | N/A       |                                    |
| 2000 | Quints                                        | 18 de agosto de 2000    | N/A                     | N/A                       | N/A       |                                    |
| 2000 | The Other Me                                  | 8 de setembro de 2000   | N/A                     | N/A                       | N/A       |                                    |
| 2000 | Mom's Got a Date with a Vampire               | 10 de outubro de 2000   | N/A                     | N/A                       | N/A       |                                    |
| 2000 | Phantom of the Megaplex                       | 3 de novembro de 2000   | N/A                     | N/A                       | N/A       |                                    |
| 2000 | The Ultimate Christmas Present                | 1 de dezembro de 2000   | N/A                     | N/A                       | N/A       |                                    |
| 2001 | Zenon: The Zequel                             | 12 de janeiro de 2001   | N/A                     | N/A                       | 3,7       | [ 4 ]                              |
| 2001 | Motocrossed                                   | 16 de fevereiro de 2001 | N/A                     | N/A                       | 3,5       | [ 4 ]                              |
| 2001 | The Luck of the Irish                         | 9 de março de 2001      | N/A                     | N/A                       | 5,2       | [ 5 ]                              |
| 2001 | Hounded                                       | 13 de abril de 2001     | N/A                     | N/A                       | N/A       |                                    |
| 2001 | Jett Jackson: The Movie                       | 8 de junho de 2001      | N/A                     | N/A                       | N/A       |                                    |
| 2001 | The Jennie Project                            | 13 de julho de 2001     | N/A                     | N/A                       | N/A       |                                    |
| 2001 | Jumping Ship                                  | 17 de agosto de 2001    | N/A                     | N/A                       | N/A       |                                    |
| 2001 | The Poof Point                                | 14 de setembro de 2001  | N/A                     | N/A                       | N/A       |                                    |
| 2001 | Halloweentown II: Kalabar's Revenge           | 12 de outubro de 2001   | N/A                     | N/A                       | 6,1       | [ 2 ]                              |
| 2001 | 'Twas the Night                               | 7 de dezembro de 2001   | N/A                     | N/A                       | N/A       |                                    |
| 2002 | Double Teamed                                 | 18 de janeiro de 2002   | N/A                     | N/A                       | N/A       |                                    |
| 2002 | Cadet Kelly                                   | 8 de março de 2002      | N/A                     | N/A                       | 7,8       | [ 6 ]                              |
| 2002 | Tru Confessions                               | 5 de abril de 2002      | N/A                     | N/A                       | N/A       |                                    |
| 2002 | Get a Clue                                    | 28 de junho de 2002     | N/A                     | N/A                       | 3,2       | [ 7 ]                              |
| 2002 | Gotta Kick It Up!                             | 26 de julho de 2002     | N/A                     | N/A                       | N/A       |                                    |
| 2002 | A Ring of Endless Light                       | 23 de agosto de 2002    | N/A                     | N/A                       | N/A       |                                    |
| 2002 | The Scream Team                               | 4 de outubro de 2002    | N/A                     | N/A                       | N/A       |                                    |
| 2003 | You Wish!                                     | 10 de janeiro de 2003   | N/A                     | N/A                       | N/A       |                                    |
| 2003 | Right on Track                                | 21 de março de 2003     | N/A                     | N/A                       | N/A       |                                    |
| 2003 | The Even Stevens Movie                        | 13 de junho de 2003     | N/A                     | N/A                       | 5,1       | [ 8 ]                              |
| 2003 | Eddie's Million Dollar Cook-Off               | 18 de julho de 2003     | N/A                     | N/A                       | 3,7       | [ 9 ]                              |
| 2003 | The Cheetah Girls                             | 15 de agosto de 2003    | N/A                     | N/A                       | 6,5       | [ 10 ] [ 11 ]                      |
| 2003 | Full-Court Miracle                            | 21 de novembro de 2003  | N/A                     | N/A                       | N/A       |                                    |
| 2004 | Pixel Perfect                                 | 16 de janeiro de 2004   | N/A                     | 25 de maio de 2007        | 1,5       | [ 12 ]                             |
| 2004 | Going to the Mat                              | 19 de março de 2004     | N/A                     | N/A                       | 3,9       | [ 13 ]                             |
| 2004 | Zenon: Z3                                     | 11 de junho de 2004     | N/A                     | N/A                       | 1,3       | [ 14 ]                             |
| 2004 | Stuck in the Suburbs                          | 16 de julho de 2004     | N/A                     | 9 de fevereiro de 2007    | 3,7       | [ 15 ]                             |
| 2004 | Tiger Cruise                                  | 6 de agosto de 2004     | N/A                     | N/A                       | 3,8       | [ 16 ]                             |
| 2004 | Halloweentown High                            | 8 de outubro de 2004    | N/A                     | 12 de outubro de 2007     | 6,1       | [ 17 ]                             |
| 2005 | Now You See It...                             | 14 de janeiro de 2005   | N/A                     | 1 de janeiro de 2010      | N/A       |                                    |
| 2005 | Buffalo Dreams                                | 11 de março de 2005     | N/A                     | N/A                       | N/A       |                                    |
| 2005 | Kim Possible - O Drama do Amor                | 8 de abril de 2005      | N/A                     | N/A                       | 4,5       | [ 18 ]                             |
| 2005 | Go Figure                                     | 10 de junho de 2005     | N/A                     | 27 de junho de 2005       | N/A       |                                    |
| 2005 | Life Is Ruff                                  | 15 de julho de 2005     | N/A                     | N/A                       | 4,4       | [ 19 ]                             |
| 2005 | The Proud Family Movie                        | 12 de agosto de 2005    | N/A                     | N/A                       | 4,8       | [ 20 ]                             |
| 2005 | Twitches                                      | 14 de outubro de 2005   | N/A                     | 12 de janeiro de 2007     | 7,0       | [ 21 ]                             |
| 2006 | High School Musical                           | 20 de janeiro de 2006   | 30 de setembro de 2006  | 6 de agosto de 2006       | 7,7       | [ 22 ] [ 23 ]                      |
| 2006 | Cow Belles                                    | 24 de março de 2006     | N/A                     | 13 de junho de 2009       | 5,8       | [ 24 ]                             |
| 2006 | Wendy Wu: Homecoming Warrior                  | 16 de junho de 2006     | 31 de dezembro de 2011  | 1 de maio de 2009         | 5,7       | [ 25 ]                             |
| 2006 | Read It and Weep                              | 21 de julho de 2006     | 16 de julho de 2011     | 17 de abril de 2009       | 6,5       | [ 26 ]                             |
| 2006 | The Cheetah Girls 2                           | 25 de agosto de 2006    | N/A                     | 10 de dezembro de 2006    | 8,1       | [ 10 ] [ 11 ] [ 27 ]               |
| 2006 | Return to Halloweentown                       | 20 de outubro de 2006   | 20 de outubro de 2007   | 11 de outubro de 2009     | 7,5       | [ 2 ] [ 28 ]                       |
| 2007 | Jump In!                                      | 12 de janeiro de 2007   | 16 de junho de 2007     | 26 de maio de 2007        | 8,2       | [ 29 ]                             |
| 2007 | Johnny Kapahala: Back on Board                | 8 de junho de 2007      | 26 de janeiro de 2008   | 1 de janeiro de 2010      | N/A       |                                    |
| 2007 | High School Musical 2                         | 17 de agosto de 2007    | 29 de setembro de 2007  | 23 de setembro de 2007    | 17,2      | [ 30 ] [ 31 ]                      |
| 2007 | Twitches Too                                  | 12 de outubro de 2007   | 28 de março de 2008     | 24 de março de 2008       | 6,9       | [ 32 ]                             |
| 2008 | Minutemen                                     | 25 de janeiro de 2008   | 28 de novembro de 2009  | 12 de junho de 2012       | 6,5       | [ 33 ]                             |
| 2008 | Camp Rock                                     | 20 de junho de 2008     | 20 de setembro de 2008  | 6 de julho de 2008        | 8,9       | [ 34 ] [ 35 ]                      |
| 2008 | The Cheetah Girls: One World                  | 22 de agosto de 2008    | 24 de janeiro de 2009   | 16 de novembro de 2008    | 6,2       | [ 36 ]                             |
| 2009 | Dadnapped                                     | 16 de fevereiro de 2009 | 14 de março de 2009     | 12 de dezembro de 2010    | 4,6       | [ 37 ]                             |
| 2009 | Hatching Pete                                 | 24 de abril de 2009     | 26 de setembro de 2009  | 26 de fevereiro de 2011   | 4,1       | [ 38 ]                             |
| 2009 | Princess Protection Program                   | 26 de junho de 2009     | 26 de julho de 2009     | 12 de julho de 2009       | 8,5       | [ 39 ]                             |
| 2009 | Wizards of Waverly Place: The Movie           | 28 de agosto de 2009    | 17 de outubro de 2009   | 25 de outubro de 2009     | 11,4      | [ 40 ] [ 41 ]                      |
| 2010 | Starstruck                                    | 14 de fevereiro de 2010 | 1 de maio de 2010       | 18 de abril de 2010       | 6,0       | [ 42 ]                             |
| 2010 | Den Brother                                   | 13 de agosto de 2010    | 3 de dezembro de 2010   | 22 de julho de 2012       | 3,7       | [ 43 ]                             |
| 2010 | Camp Rock 2: The Final Jam                    | 3 de setembro de 2010   | 18 de setembro de 2010  | 7 de setembro de 2010     | 7,9       | [ 44 ]                             |
| 2010 | Avalon High                                   | 12 de novembro de 2010  | 25 de fevereiro de 2011 | 9 de setembro de 2012     | 3,8       | [ 45 ]                             |
| 2011 | Zack & Cody - O Filme                         | 25 de março de 2011     | 7 de outubro de 2011    | 12 de maio de 2013        | 5,2       | [ 46 ] [ 47 ]                      |
| 2011 | Lemonade Mouth                                | 15 de abril de 2011     | 4 de novembro de 2011   | 11 de novembro de 2012    | 5,7       | [ 48 ] [ 49 ]                      |
| 2011 | Sharpay's Fabulous Adventure                  | 22 de maio de 2011      | 20 de maio de 2011      | 29 de maio de 2011        | 4,9       | [ 50 ] [ 51 ]                      |
| 2011 | Phineas and Ferb: Across the Second Dimension | 5 de agosto de 2011     | 17 de setembro de 2011  | 21 de agosto de 2011      | 7,6       | [ 52 ]                             |
| 2011 | Geek Charming                                 | 11 de novembro de 2011  | 24 de fevereiro de 2012 | 9 de março de 2014        | 4,9       | [ 53 ]                             |
| 2011 | Good Luck Charlie, It's Christmas!            | 2 de dezembro de 2011   | 16 de dezembro de 2011  | 4 de dezembro de 2011     | 6,9       | [ 54 ]                             |
| 2012 | Frenemies                                     | 13 de janeiro de 2012   | 27 de abril de 2012     | 10 de novembro de 2013    | 4,2       | [ 55 ]                             |
| 2012 | Radio Rebel                                   | 17 de fevereiro de 2012 | 5 de outubro de 2012    | 15 de abril de 2012       | 4,3       | [ 56 ]                             |
| 2012 | Let It Shine                                  | 15 de junho de 2012     | 14 de setembro de 2012  | 19 de agosto de 2012      | 5,7       | [ 57 ]                             |
| 2012 | Girl Vs. Monster                              | 12 de outubro de 2012   | 12 de outubro de 2014   | 12 de outubro de 2014     | 4,9       | [ 58 ] [ 59 ]                      |
| 2013 | Teen Beach Movie                              | 19 de julho de 2013     | 13 de setembro de 2013  | 11 de agosto de 2013      | 8,4       | [ 60 ]                             |
| 2014 | Cloud 9                                       | 17 de janeiro de 2014   | 12 de abril de 2014     | 11 de maio de 2014        | 5,0       | [ 61 ] [ 62 ]                      |
| 2014 | Zapped                                        | 27 de junho de 2014     | 20 de setembro de 2014  | 10 de agosto de 2014      | 5,7       | [ 63 ]                             |
| 2014 | How to Build a Better Boy                     | 15 de agosto de 2014    | 14 de fevereiro de 2015 | 9 de novembro de 2014     | 4,6       | [ 64 ]                             |
| 2015 | Bad Hair Day                                  | 13 de fevereiro de 2015 | 30 de maio de 2015      | 19 de abril de 2015       | 4,0       | [ 65 ] [ 66 ]                      |
| 2015 | Teen Beach 2                                  | 26 de junho de 2015     | 4 de julho de 2015      | 12 de julho de 2015       | 5,8       | [ 67 ]                             |
| 2015 | Descendants                                   | 31 de julho de 2015     | 10 de outubro de 2015   | 16 de agosto de 2015      | 6,6       | [ 68 ]                             |
| 2015 | Invisible Sister                              | 9 de outubro de 2015    | 20 de fevereiro de 2016 | 10 de janeiro de 2016     | 4,0       | [ 69 ]                             |
| 2016 | Adventures in Babysitting                     | 24 de junho de 2016     | 10 de setembro de 2016  | 10 de julho de 2016       | 3,4       | [ 70 ]                             |
| 2016 | The Swap                                      | 7 de outubro de 2016    | 25 de fevereiro de 2017 | 12 de fevereiro de 2017   | 2,6       | [ 71 ]                             |
| 2017 | Tangled: Before Ever After                    | 10 de março de 2017     | 29 de abril de 2017     | 17 de setembro de 2017    | 2,9       | [ 72 ]                             |
| 2017 | Descendants 2                                 | 21 de julho de 2017     | 7 de outubro de 2017    | 20 de agosto de 2017      | 5,3       | [ 73 ]                             |
| 2018 | Zombies                                       | 16 de fevereiro de 2018 | 12 de maio de 2018      | 8 de abril de 2018        | 2,6       | [ 74 ] [ 75 ]                      |
| 2018 | Freaky Friday                                 | 10 de agosto de 2018    | 26 de outubro de 2018   | 14 de setembro de 2018    | 1,6       | [ 76 ]                             |
| 2019 | Kim Possible                                  | 15 de fevereiro de 2019 | 25 de maio de 2019      | 24 de março de 2019       | 1,2       | [ 77 ] [ 78 ] [ 79 ]               |
| 2019 | Descendants 3                                 | 2 de agosto de 2019     | 26 de outubro de 2019   | 9 de agosto de 2019       | 4,6       | [ 80 ]                             |
| 2020 | Zombies 2                                     | 14 de fevereiro de 2020 | 13 de junho de 2020     | 13 de março de 2020       | 2,4       | [ 81 ]                             |
| 2020 | Upside-Down Magic                             | 31 de julho de 2020     | 31 de outubro de 2020   | 17 de novembro de 2020    | 1,3       | [ 82 ]                             |
| 2021 | Spin                                          | 13 de agosto de 2021    | 18 de setembro de 2021  | 7 de janeiro de 2022      | 0,5       | [ 83 ] [ 84 ]                      |
| 2021 | Under Wraps                                   | 1 de outubro de 2021    | 30 de outubro de 2021   | 15 de outubro de 2021     | 0,4       | [ 85 ] [ 86 ]                      |
| 2021 | Christmas...Again?!                           | 3 de dezembro de 2021   | 18 de dezembro de 2021  | 17 de dezembro de 2021    | 0,5       | [ 87 ] [ 88 ] [ 89 ]               |
| 2022 | Zombies 3                                     | 12 de agosto de 2022    | 15 de outubro de 2022   | 2022                      | 0,3       | [ 90 ]                             |
| 2022 | Under Wraps 2                                 | 25 de setembro de 2022  | 29 de outubro de 2022   | 2022                      | 0,3       | —                                  |
| 2025 | Zombies 4: Dawn of the Vampires               | 10 de julho de 2025     | outubro de 2025         | Lançado apenas no Disney+ | 0,6       | [ 91 ] [ 92 ] [ 93 ]               |
| 2026 | Descendants: Wicked Wonderland                | TBA                     | TBA                     | Lançado apenas no Disney+ | —         | [ 94 ] [ 95 ] [ 96 ] [ 97 ] [ 98 ] |

## Filmes Originais Disney
| Ano  | Filme                                  | Estreia                | Estreia                   | Estreia | Audiência | Referências                             |
| ---- | -------------------------------------- | ---------------------- | ------------------------- | ------- | --------- | --------------------------------------- |
| 2023 | Prom Pact                              | 6 de junho de 2023     | Lançado apenas no Disney+ | TBA     | 0,2       | —                                       |
| 2023 | The Slumber Party                      | 27 de julho de 2023    | Não lançado               | TBA     | —         | —                                       |
| 2023 | The Naughty Nine                       | 22 de novembro de 2023 | 22 de dezembro de 2023    | TBA     | 0,3       | —                                       |
| 2024 | Big City Greens the Movie: Spacecation | 6 de junho de 2024     | 30 de novembro de 2024    | TBA     | 0,2       | [ 102 ] [ 103 ] [ 104 ] [ 105 ] [ 106 ] |
| 2024 | Descendants: The Rise of Red           | 9 de agosto de 2024    | 28 de setembro de 2024    | 2024    | —         | [ 107 ] [ 108 ]                         |

## Filmes Não Originais
| Ano  | Filme                      | Estreia             | Estreia              | Estreia               | Audiência | Referências     |
| ---- | -------------------------- | ------------------- | -------------------- | --------------------- | --------- | --------------- |
| 2010 | Harriet the Spy: Blog Wars | 26 de março de 2010 | 16 de julho de 2010  | 27 de junho de 2010   | 4,5       | [ 109 ]         |
| 2010 | 16 Wishes                  | 25 de junho de 2010 | 2 de outubro de 2010 | 16 de outubro de 2010 | 5,6       | [ 110 ] [ 111 ] |

## Maiores audiências

### Top 10
| Nº | Filme                                         | Audiência                    | Ano  |
| -- | --------------------------------------------- | ---------------------------- | ---- |
| 1  | High School Musical 2                         | 17,2 milhões de espectadores | 2007 |
| 2  | Wizards of Waverly Place: The Movie           | 11,4 milhões de espectadores | 2009 |
| 3  | Camp Rock                                     | 8,9 milhões de espectadores  | 2008 |
| 3  | Descendants 2                                 | 8,9 milhões de espectadores  | 2017 |
| 4  | Princess Protection Program                   | 8,5 milhões de espectadores  | 2009 |
| 5  | Teen Beach Movie                              | 8,4 milhões de espectadores  | 2013 |
| 6  | Jump In!                                      | 8,2 milhões de espectadores  | 2007 |
| 7  | Camp Rock 2: The Final Jam                    | 7,9 milhões de espectadores  | 2010 |
| 8  | Cadet Kelly                                   | 7,8 milhões de espectadores  | 2002 |
| 8  | The Cheetah Girls 2                           | 7,8 milhões de espectadores  | 2006 |
| 9  | High School Musical                           | 7,7 milhões de espectadores  | 2006 |
| 10 | Phineas and Ferb: Across the Second Dimension | 7,6 milhões de espectadores  | 2011 |

### Por ano
| Ano  | Filme                                         | Audiência                    |
| ---- | --------------------------------------------- | ---------------------------- |
| 2001 | Halloweentown II: Kalabar's Revenge           | 6,1 milhões de espectadores  |
| 2002 | Cadet Kelly                                   | 7,8 milhões de espectadores  |
| 2003 | The Cheetah Girls                             | 6,5 milhões de espectadores  |
| 2004 | Halloweentown High                            | 6,1 milhões de espectadores  |
| 2005 | Twitches                                      | 7,0 milhões de espectadores  |
| 2006 | The Cheetah Girls 2                           | 7,8 milhões de espectadores  |
| 2007 | High School Musical 2                         | 17,2 milhões de espectadores |
| 2008 | Camp Rock                                     | 8,9 milhões de espectadores  |
| 2009 | Wizards of Waverly Place: The Movie           | 11,4 milhões de espectadores |
| 2010 | Camp Rock 2: The Final Jam                    | 7,9 milhões de espectadores  |
| 2011 | Phineas and Ferb: Across the Second Dimension | 7,6 milhões de espectadores  |
| 2012 | Let It Shine                                  | 5,7 milhões de espectadores  |
| 2013 | Teen Beach Movie                              | 8,4 milhões de espectadores  |
| 2014 | Zapped                                        | 5,7 milhões de espectadores  |
| 2015 | Descendants                                   | 6,6 milhões de espectadores  |
| 2016 | Adventures in Babysitting                     | 3,4 milhões de espectadores  |
| 2017 | Descendants 2                                 | 5,3 milhões de espectadores  |
| 2018 | Zombies                                       | 2,6 milhões de espectadores  |
| 2019 | Descendants 3                                 | 4,6 milhões de espectadores  |
| 2020 | Zombies 2                                     | 2,5 milhões de espectadores  |
| 2021 | Spin                                          | 0,5 milhões de espectadores  |
| 2022 | Zombies 3                                     | 0,3 milhões de espectadores  |
| 2023 | The Naughty Nine                              | 0,3 milhões de espectadores  |
| 2024 | Big City Greens the Movie: Spacecation        | 0,2 milhões de espectadores  |
| 2025 | Zombies 4: Dawn of the Vampires               | 0,6 milhões de espectadores  |